# Campeonato Mundial de Ciclismo BMX de 2018
El XXIII Campeonato Mundial de Ciclismo BMX se celebró en Bakú (Azerbaiyán) entre el 5 y el 9 de junio de 2018 bajo la organización de la Unión Ciclista Internacional (UCI) y la Federación  Azerbaiyana de Ciclismo.
Las competiciones se realizaron en el Velopark de la capital azerbaiyana.

## Resultados

### Masculino
| Evento          | Oro                          | Plata                       | Bronce                                       |
| --------------- | ---------------------------- | --------------------------- | -------------------------------------------- |
| Carrera (09.06) | Sylvain André Francia 31,476 | Joris Daudet Francia 31,482 | Anderson Ezequiel de Souza · Brasil · 32,602 |

### Femenino
| Evento          | Oro                                    | Plata                                  | Bronce                             |
| --------------- | -------------------------------------- | -------------------------------------- | ---------------------------------- |
| Carrera (09.06) | Laura Smulders · Países Bajos · 35,690 | Merel Smulders · Países Bajos · 36,833 | Judy Baauw · Países Bajos · 37,578 |

## Medallero
| Núm. | País         | Oro | Plata | Bronce | Total |
| ---- | ------------ | --- | ----- | ------ | ----- |
| 1    | Países Bajos | 1   | 1     | 1      | 3     |
| 2    | Francia      | 1   | 1     | 0      | 2     |
| 3    | Brasil       | 0   | 0     | 1      | 1     |
|      | TOTAL        | 2   | 2     | 2      | 6     |